# Richard Williams (entraîneur de tennis)
Pour les articles homonymes, voir Richard Williams et Williams.
Richard Williams, né le 14 février 1942, est un entraîneur de tennis américain et le père de Venus Williams et Serena Williams.

## Biographie

### Jeunesse
Richard Williams est le seul fils parmi les six enfants de Julia Mae Williams originaire de Shreveport, Louisiane.
Après le lycée, il déménage à Chicago puis en Californie, où il fait la rencontre de Betty Johnson, qu'il épouse en 1965. Ils ont trois filles et trois garçons avant de divorcer, en 1973. En 1979, Richard rencontre Oracene Price, qui avait déjà trois filles de son mari précédent. De leur union naissent Venus Williams (née le 17 juin 1980) et Serena Williams (née le 26 septembre 1981). Le couple se marie en 1980 et s'établit à Compton. Ils divorcent en 2002. Il est aujourd'hui marié à Lakeisha Williams avec qui il a un fils, Dylan Starr Williams.

### Carrière

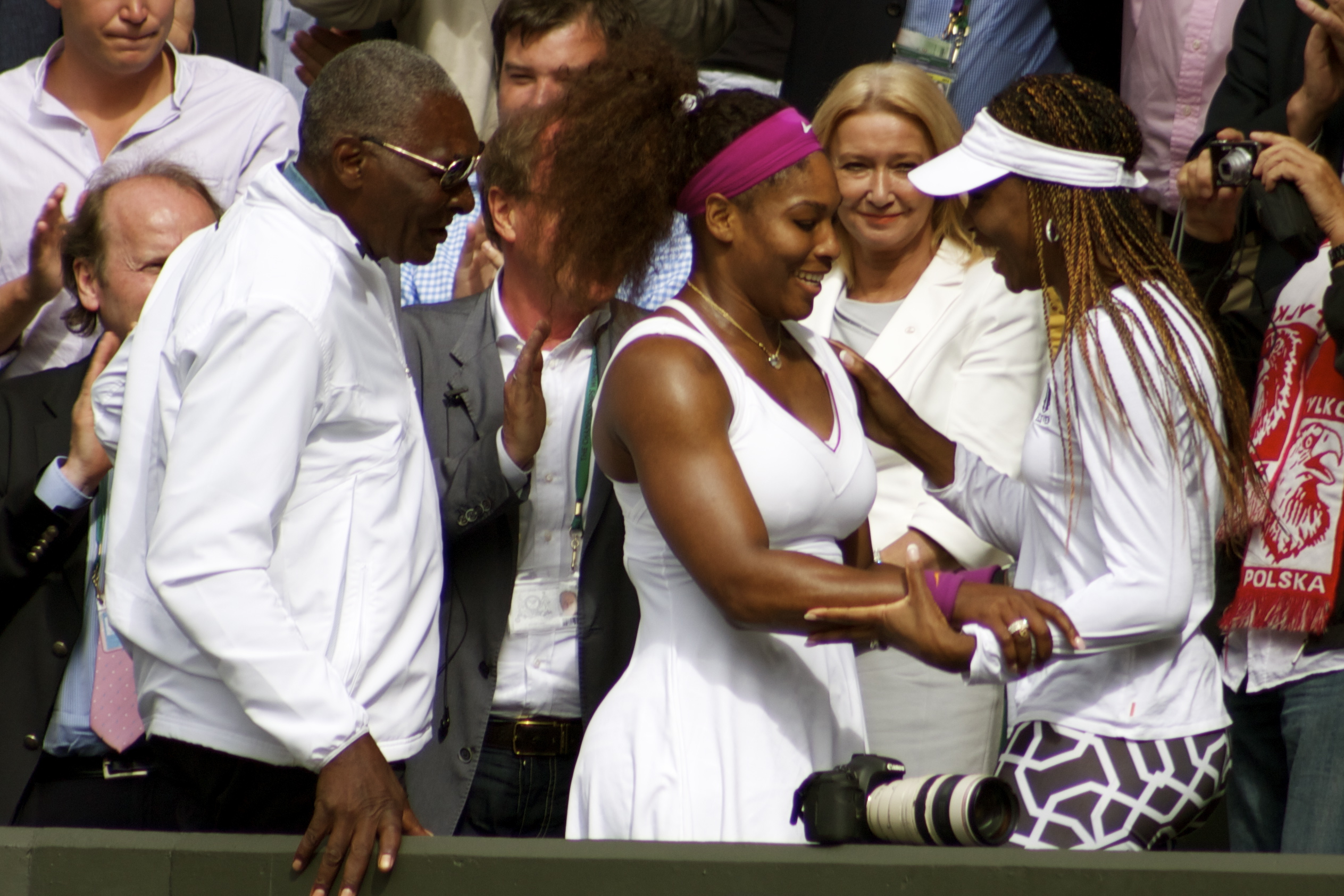
Richard Williams avec ses filles peu après la victoire de Serena, en 2012, à Wimbledon

Richard Williams prend des cours de tennis avec un homme surnommé « Old Whiskey » et décide que ses filles seront joueuses de tennis professionnelles en regardant un match de Virginia Ruzici à la télévision. Il rédige un plan de 78 pages avant même leur naissance en décrivant l'entraînement de Venus et Serena qui commencent à jouer à l'âge de 4 ans et demi. Il les emmène régulièrement sur les courts de tennis afin de suivre des matchs. Rapidement, il les inscrit aux tournois de tennis de Shreveport. En 1995, il les désinscrit de l'école de tennis pour les entraîner lui-même. 
Serena remporte l'US Open en 1999 et en 2000, Vénus gagne le tournoi de Wimbledon en battant Lindsay Davenport. Après cette victoire, Richard Williams s'écrie : « Straight Outta Compton » (« Tout droit venu de Compton ») en référence à un morceau de rap du groupe N.W.A originaire de Compton. Il enjambe le stand de la NBC et entraine Chris Evert dans une danse triomphante. Chris Evert dira : « les journalistes ont eu l'impression que le plafond leur tombait sur la tête ».

### Vie privée
Par la suite, il se montre plus discret dans la carrière de ses filles et se passionne pour d'autres domaines comme la photographie par exemple. Le public s'intéresse à nouveau à lui en 2002, lorsqu'il divorce d'Oracene Price et fait des apparitions au bras de sa nouvelle fiancée, Lakeisha Graham, âgée d'un an de plus que Vénus. Richard et Lakeisha se marient en 2010, leur fils, Dylan Starr Williams, naît en 2012. Ils divorcent en 2017.
En juillet 2016, Richard Williams fait un accident vasculaire cérébral avant que Vénus et Serena ne remportent Wimbledon. « Il a besoin des soins d'un orthophoniste mais se rétablit bien », assure son épouse.

## Littérature
- Richard Williams et Bart Davis - Black and White: The Way I See It (New York: Atria Books, 2014,  (ISBN 978-1476704203))[7]

## Au cinéma
- La Méthode Williams (2021), film de Reinaldo Marcus Green ; interprété par Will Smith.